# Turismar
Turismar es una empresa de transporte uruguaya, que opera servicios de transporte de pasajeros interdepartamental de mediana y larga distancia.

## Historia
La empresa fue fundada en 1976 con capitales nacionales y comenzó sus primeros servicios con tres turnos que unían las ciudades de Montevideo y Durazno. Con el tiempo la empresa comenzó a incorporar nuevos turnos y servicios, operando tres importantes corredores: ruta 5, ruta 6 y ruta 7.
En 2011 la empresa fue adjudicataria de la licitación pública N.º33/2010, esto le permitió operar desde entonces la línea Montevideo–Paso de los Toros–San Gregorio de Polanco, anteriormente operada por la empresa CTTM. Además turismar absorbió a todos los empleados de la ex empresa CTTM, tanto personal de agencias como conductores y choferes. En 2012 se incorporó además una nueva línea uniendo las ciudades de Durazno y Punta del Este, a través de Florida, San Ramón, Tala, Migues, Gregorio Aznárez, Piriápolis y Maldonado. El MTOP le adjudicó a través de la licitación pública N.º 41/11, dicho servicio por un plazo inicial de 5 años.

También es propietaria de la empresa Floridense de transporte de pasajeros Bruno,anteriormente conocida como Bruno Hnos.

## Características
Su flota consta de 80 unidades equipadas con aire acondicionado, baño, wifi y música funcional. Su plantilla de trabajadores es de un total de 250 personas.
En 2011 la compañía duplicó su operativa en relación con 2010 y cumple más de 15 000 servicios anuales, transportando un total de 750 000 pasajeros. La empresa también realiza transporte de encomiendas, actividad que significa el 15% de sus ingresos.

## Líneas
- Montevideo-Durazno: línea por ruta 5.
- Montevideo-Sarandí del Yí: línea por ruta 6.
- Montevideo-Melo: línea por rutas 6, 94 y 7.
- Montevideo-Paso de los Toros-San Gregorio de Polanco: línea por rutas 5 y 43.
- Montevideo-Punta del Este: línea por ruta 101, 8, 9, e Interbalnearia  (Servicio directo) (Servicio común por ruta 101, 8, 9, Interbalnearia, 71, Piriapolis y 10).
- Salto-Durazno-Punta del Este: línea por rutas 3, 14, 5, 12, 80, 9, 8, 37 e Interbalnearia. (Desde/Hacia Salto como origen/destino, es Línea Compartida con la Empresa Chadre).
- Florida-Sarandí del Yí: línea por rutas 56 y 6.
- Sarandí del Yí-La Paloma-km329: línea por rutas 6 y 43.
- Florida-Minas:Línea por ruta 12 (Realizada por Empresa Bruno)
- Minas-Punta del Este por San Carlos: línea por rutas 60, 9 y 39 (Realizada por Empresa Bruno).
- Minas-Punta del Este por Piriapolis: línea por rutas 60, 37 e Interbalnearia (Realizada por Empresa Bruno).
- Florida-Sarandi Grande por La Cruz: línea local por ruta 5 (Realizada por Empresa Bruno).
- Montevideo-Durazno por Sarandi Grande y Florida: línea por ruta 5 (Realizada por Empresa Bruno).